# Saint Tropez - Saint Tropez
Saint Tropez - Saint Tropez è un film del 1992 diretto da Castellano e Pipolo.

## Trama
A Saint-Tropez si intrecciano quattro storie.
Il timido Pierluigi, innamorato della bella cugina Eleonora, è ospite sul suo panfilo ed è disposto a tutto per lei, anche a scritturare per una notte uno spogliarellista, Marco, del quale la donna si è invaghita; ma il giovane è fedele alla sua fidanzata Emilia, che cerca disperatamente i soldi per sposarlo e comprare una casa. La coppia riuscirà ad ottenere molti milioni ricorrendo ad uno stratagemma: fanno credere ad Eleonora che Marco passerà la notte con lei solo però se i due saranno bendati, ma in realtà è Pierluigi che si troverà insieme alla cugina nel movimentato incontro. Ai due parenti tuttavia la situazione non dispiacerà ed essi sfogheranno le loro voglie con un rapporto sadomaso.
Frattanto sono arrivati a Saint-Tropez due sposi, che intendono festeggiare il loro decimo anniversario di matrimonio ripetendo tutto ciò che fecero nella luna di miele. Ma una serie di contrattempi li delude finché, per oltraggio al pudore - hanno fatto il bagno nudi, venendo però derubati dei loro indumenti - finiscono in prigione: qui finalmente, grazie all'intervento dei comprensivi poliziotti, potranno riuscire ad avere un ardente rapporto amoroso, a brindare e a ricevere addirittura una torta per festeggiare.
Contemporaneamente una bella killer siciliana, Misery, mandata dalla mafia per uccidere un importante personaggio, viene a sapere che il suo vicino di stanza, il giovane Biagio, è deciso ad uccidersi per un amore infelice, gettandosi dalla finestra proprio nell'ora in cui lei dovrebbe commettere l'omicidio. Dopo molti vani tentativi di eliminare personalmente il giovanotto per non farsi intralciare i suoi piani, finisce col far innamorare Biagio di sé e lo ricambia felice, partendo con lui verso il Polo, per salvarsi dalla vendetta della mafia.
Infine, il noto pianista Carlo Rebonati, che vuole impedire le nozze della sua ex amata moglie Elisa con uno svizzero, viene aiutato dallo spregiudicato figlioletto Micky, convinto che anche la madre ami ancora papà. Dopo un tentativo di suicidio, il pianista riesce a bloccare il matrimonio dell'amata, suonando una musica dedicata al suo nome, riconquistando così la consorte.

## Accoglienza
Il film riscosse maggior successo in televisione piuttosto che nelle sale, dove incassò 550.000.000 di lire.